# Barrio Vaticano Chico

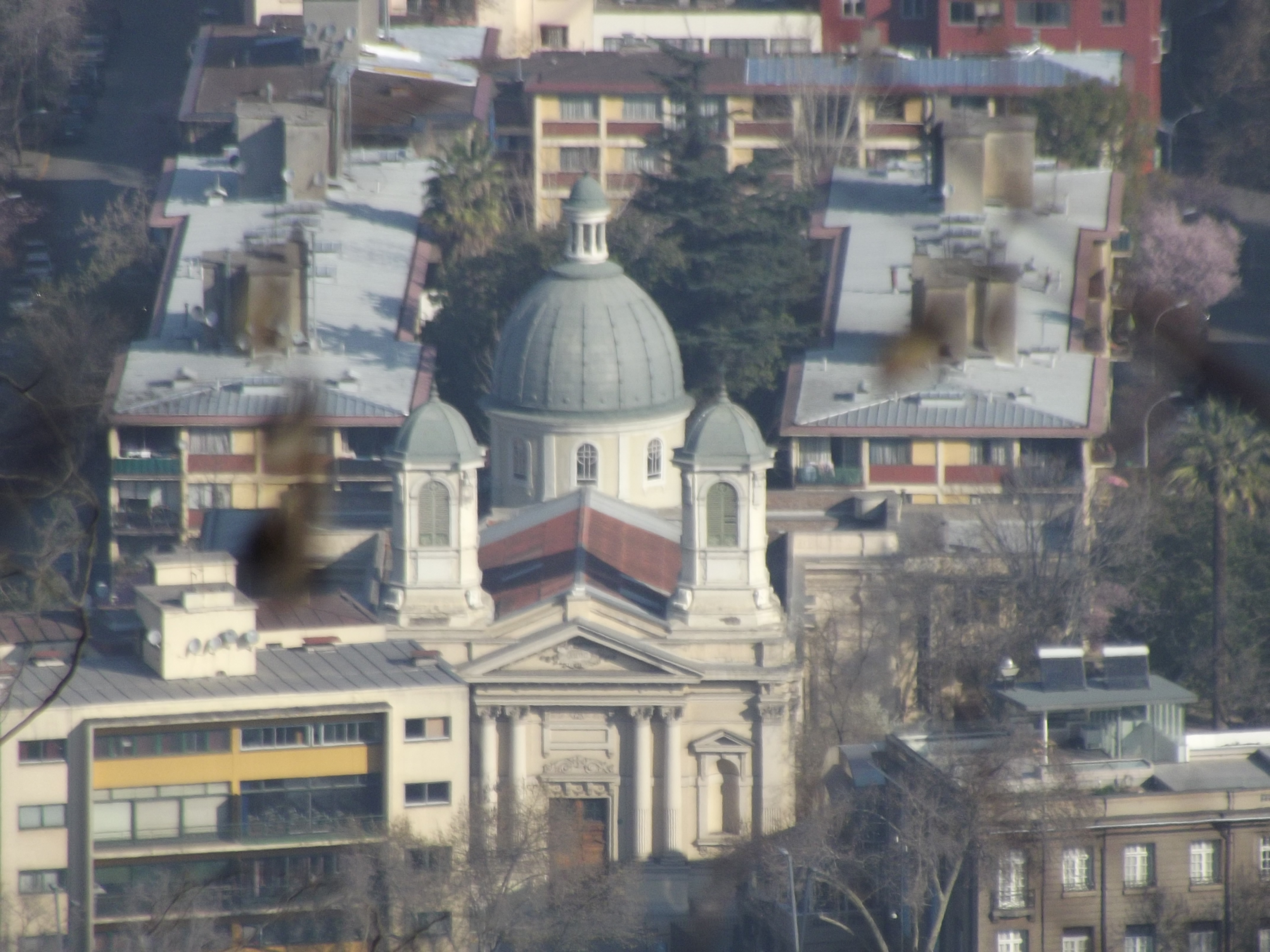
Vista aérea de la Iglesia de los Santos Ángeles Custodios, en el ingreso al Barrio Vaticano Chico

El Barrio Vaticano Chico es uno de los barrios de la comuna chilena de Providencia, en Santiago, comprendido dentro del perímetro de las calles Condell al oriente, Seminario al poniente, Avenida Providencia al norte y Rancagua al sur. Este vecindario se hizo conocido popularmente así, en alusión al Vaticano, debido a la gran cantidad de odónimos referidos al clero de la Iglesia católica en Chile en sus vías, como también por la presencia de la Iglesia de los Santos Ángeles Custodios en su ingreso por el poniente, además del Seminario de Santiago.

## Historia
Durante la época posterior a la independencia de Chile a comienzos del siglo xix, parte de los terrenos donde se encuentra emplazado el actual vecindario pertenecían a Juan Agustín Alcalde, un parlamentario chileno que llegó a ser Presidente del Senado. Allí tenía su quinta de recreo bautizada como la Quinta Alegre, un espacio donde se reunía la sociedad santiaguina de aquel entonces para la tertulia política y otras reuniones sociales varias. Posteriormente, la Arquidiócesis de Santiago compró estos terrenos bajo el mandato de Rafael Valentín Valdivieso a los herederos de Juan Agustín Alcalde, con el fin de edificar allí el Seminario Conciliar de los Ángeles Custodios, el cual funcionó en dichas dependencias hasta 1955; mientras que en 1884 fue edificado a un costado por el arquitecto Ignazio Cremonesi, la Iglesia de los Santos Ángeles Custodios, la cual permanece allí hasta la actualidad. Con anterioridad, el conde de Quinta Alegre, titulo nobiliario que recibió esa familia durante el Chile colonial, había prestado estrecha colaboración a la Iglesia católica, siendo uno de los patrocinadores de la formación de la primera biblioteca del Seminario Pontificio Mayor de Santiago. Luego y con el proceso de urbanización de la comuna, se convirtió en uno de los barrios residenciales tradicionales de Providencia.
En 2011, fue restaurado el Palacio Droguett, conocido como el Palacio de Cristal, para albergar allí un centro de innovación y negocios de Movistar Chile, el cual también se ubica cercano a la Torre Telefónica, propiedad de la misma empresa. Posteriormente, el palacio pasó a ser la sede principal de Fintual.
En 2019, fue uno de los sectores directamente afectados por las manifestaciones masivas del estallido social, al encontrarse próximo a Plaza Baquedano, la denominada Zona Cero.